# Друга влада Алексиса Ципраса
Друга влада Алексиса Ципраса је била Влада Хеленске Републике од 21. септембра 2015. до 8. јула 2019.
Влада је формирана после парламентарних избора септембра 2015.
Владу су чинили представници странке Коалиција радикалне левице уз обновљену подршку Независних Грка као и нестраначких личности.

## Састав
| Ресор                                                            | Портрет | Име и презиме         | Странка                    | Белешка |
| ---------------------------------------------------------------- | ------- | --------------------- | -------------------------- | ------- |
| Председник владе                                                 |         | Алексис Ципрас        | Коалиција радикалне левице |         |
| Министарство унутрашњих послова и административне реконструкције |         | Панајотис Курумблис   | Коалиција радикалне левице |         |
| Министарство економије, привредног развоја и туризма             |         | Јоргос Статакис       | Коалиција радикалне левице |         |
| Министарство одбране                                             |         | Евангелос Апостолакис | Војска                     |         |
| Министарство образовања, истраживања и религије                  |         | Никос Филис           | Коалиција радикалне левице |         |
| Министарство за средину и енергију                               |         | Панос Скурлетис       | Коалиција радикалне левице |         |
| Министарство правде, транспарентности и људских права            |         | Никос Параскевопулос  | Коалиција радикалне левице |         |
| Министарство спољних послова                                     |         | Никос Коцијас         | Коалиција радикалне левице |         |
| Министарство финансија                                           |         | Еуклидис Цакалотос    | Коалиција радикалне левице |         |
| Министарство рада, социјалног осигурања и социјалне солидарности |         | Јоргос Катругалос     | Коалиција радикалне левице |         |
| Министарство здравља                                             |         | Андреас Ксантос       | Коалиција радикалне левице |         |
| Министарство инфраструктуре, транспорта и комуникација           |         | Спирос Спирцис        | нестраначка личност        |         |
| Министарство трговачке морнарице и острвске политике             |         | Тодорис Дрицас        | Коалиција радикалне левице |         |
| Министарство агрокултурног развоја и хране                       |         | Евангелос Апостолу    | Коалиција радикалне левице |         |
| Министарство културе и спорта                                    |         | Аристидис Балтас      | Коалиција радикалне левице |         |